# Боск Ион
Боск Ион (фр. Bosc-Hyons) насеље је и општина у северној Француској у региону Горња Нормандија, у департману Приморска Сена која припада префектури Дјеп.
По подацима из 2011. године у општини је живело 410 становника, а густина насељености је износила 72,82 становника/km². Општина се простире на површини од 5,63 km². Налази се на средњој надморској висини од 215 метара (максималној 229 m, а минималној 182 m).

## Демографија
| 1962. | 1968. | 1975. | 1982. | 1990. | 1999. | 2011. |
| ----- | ----- | ----- | ----- | ----- | ----- | ----- |
| 129   | 187   | 216   | 225   | 287   | 311   | 410   |

График промене броја становника у току последњих година